# Adicella dionisos
Adicella dionisos är en nattsländeart som beskrevs av Malicky 1977. Adicella dionisos ingår i släktet Adicella och familjen långhornssländor. Inga underarter finns listade i Catalogue of Life.